# Грегори Винтер
Сер Грегори Пол Винтер CBE FRS FMedSci (рођен 14. априла 1951, Лестер) је британски молекуларни биолог,  добитник Нобелове награде, најпознатији по свом раду на терапијској употреби моноклоналних антитела. Његова истраживачка каријера је скоро у потпуности заснована на МРЦ (Medical Research Council) Лабораторији за молекуларну биологију и МРЦ Центру за протеинско инжењерство у Кембриџу, у Енглеској.
Он је заслужан за проналазак техника за хуманизацију (1986) и, касније, за потпуну хуманизацију коришћењем фаг дисплеја, антитела за терапеутску употребу. Раније су антитела добијана од мишева, што их је чинило тешким за употребу у терапији људи јер је људски имуни систем имао реакције на њих. За овај развој и истраживање Винтер је добио Нобелову награду за хемију 2018. заједно са Џорџом Смитом и Френсис Арнолд.
Он је члан Тринити колеџа у Кембриџу и именован је за магистра Тринити колеџа у Кембриџу 2. октобра 2012. године, а на функцији је остао до 2019. године. Од 2006. до 2011. године био је заменик директора Лабораторије за молекуларну биологију Савета за медицинска истраживања, вд директора од 2007. до 2008. и шеф Одсека за хемију протеина и нуклеинских киселина од 1994. до 2006. године. Такође је био заменик директора Центра за протеински инжењеринг МРЦ-а од 1990. до његовог затварања 2010.

## Образовање
Винтер се школовао у Краљевској гимназији у Њукаслу на Тајну. Наставио је да студира природне науке на Универзитету у Кембриџу дипломирајући на Тринити колеџу у Кембриџу 1973. године. Добио је звање доктора наука у Лабораторији за молекуларну биологију МРЦ-а за истраживање аминокиселинске секвенце триптофанил тРНК (транспортне РНК) синтетазе из бактерије Bacillus stearothermophilus 1977. под надзором Брајана С. Хартлија. Касније је Винтер завршио један период постдокторске стипендије на Империјал колеџу у Лондону, а други на Институту за генетику Универзитета у Кембриџу.

## Каријера и истраживање
Након доктората, Винтер је завршио постдокторско истраживање у Лабораторији за молекуларну биологију у Кембриџу. Наставио је да се специјализује за секвенцирање протеина и нуклеинских киселина и постао је вођа групе у МРЦ Лабораторији за молекуларну биологију 1981. године. Заинтересовао се за идеју да сва антитела имају исту основну структуру, са само малим променама које их чине специфичним за једну мету. Георгес Ј. Ф. Колер и Цесар Милштајн су 1984. добили Нобелову награду за свој рад у Лабораторији за молекуларну биологију, у откривању методе за изоловање и репродукцију појединачних или моноклонских антитела из мноштва различитих протеина антитела које имуни систем прави да нађе и уништи стране нападаче који нападају тело. Ова моноклонска антитела су имала ограничену примену у хуманој медицини, јер се мишја моноклонска антитела брзо инактивирају људским имунолошким одговором, што их спречава да пруже дугорочне користи.
Винтер је био пионир технике за "хуманизацију" мишјих моноклонских антитела; техника коју су у развоју Campath-1H користили научници Лабораторије за молекуларну биологију и Универзитета Кембриџ. Ово антитело сада изгледа обећавајуће за лечење мултипле склерозе. Хуманизована моноклонска антитела чине већину лекова заснованих на антителима на тржишту данас и укључују неколико успешних антитела, као што је Keytruda.
Винтер је основао компанију Cambridge Antibody Technology 1989. године, и Bicycle Therapeutics. Радио је у Научном саветодавном одбору компаније Covagen, а такође је и председник Научног саветодавног одбора компаније Biosceptre International Limited.
Један од најуспешнијих развијених лекова за антитела био је ХУМИРА (адалимумаб), који је открила Cambridge Antibody Technology као Д2Е7, а развила и пласирала Abbott Laboratories. ХУМИРА, антитело на ТНФ алфа, било је прво потпуно људско антитело на свету, које је постало најпродаванији фармацеутски производ на свету са продајом од преко 18 милијарди долара у 2017. Cambridge Antibody Technology је купила AstraZeneca 2006. за 700 милиона фунти.
Винтер је 2000. године основао Domantis и био пионир у употреби доменских антитела, која користе само активни део антитела пуне величине. Domantis је купила фармацеутска компанија GlaksoSmitKlajn у децембру 2006.
Винтер је касније основао другу компанију, Bicycle Therapeutics као стартап компанију која развија веома мале протеинске имитације засноване на ковалентно везаном хидрофобном језгру.

### Награде и почасти
Винтер је изабран за члана Краљевског друштва (ФРС) 1990. и награђен је Краљевском медаљом 2011. године „за његов пионирски рад у протеинском инжењерству и терапеутским моноклонским антителима, као и његов допринос као проналазача и предузетника“. Добио је Шелеову награду 1994.
Године 1995. Винтер је освојио неколико међународних награда, укључујући Међународну награду краљ Фаисал за медицину (молекуларна имунологија), а 1999. године награду Института за истраживање рака Вилијам Б. Коли. Члан је Саветодавног већа за кампању за науку и инжењерство. Именован је за команданта Ордена Британске империје 1997. и витеза првоступника 2004. године. Радио је као управник Тринити колеџа у Кембриџу од 2012. до 2019. Године 2015. добио је медаљу Вилхелма Екснера.
Заједно са Џорџом Смитом, Винтер је 3. октобра 2018. добио Нобелову награду за хемију за свој рад на фагним дисплејима за антитела (док је Френсис Арнолд исте године добила другу половину награде „за усмерену еволуцију ензима“). Године 2020. био је представљен на Тимес-овој „Science Power List“. Године 2024. добио је Коплијеву медаљу Краљевског друштва.